# Андрю (окръг, Мисури)
Окръг Андрю (на английски: Andrew County) е окръг в щата Мисури, Съединени американски щати. Площта му е 1129 km², а населението - 16 492 души (2000). Административен център е град Савана.